# سونتشاليز
سونتشاليز هي مدينة في الأرجنتين، وبلدية، تقع في Castellanos Department ‏، بلغ عدد سكانها 20,537 نسمة وذلك حسب إحصائيات سنة 2009، رمزها البريدي هو S2322.

## مدن توأم
المدن التوأم:
- ريفارولو كانافيزي.

## أعلام
- ماركوس كيروغا
- باولا أورمايتشيا
- فرانكو مندوزا
- جوناثان هانسن
- جوناثان بومان